# 多棘新箭齒雀鯛
頭帶新箭齒雀鯛（學名：Neoglyphidodon polyacanthus），又稱頭帶新刻齒雀鯛，為輻鰭魚綱鱸形目雀鯛科新箭齒雀鯛屬的其中一種，分布於西太平洋澳洲大堡礁南方、豪勛爵島、諾福克島與新喀里多尼亞海域，深度2至30公尺，本魚體呈卵圓形且側扁，幼魚和成魚具有不同的體色，成魚呈灰黑色，幼魚呈黃色，有藍色線條從眼睛延伸到眼點。當它們成熟時，會失去鮮艷顏色，背鰭硬棘14枚;背鰭軟條13-14枚;臀鰭硬棘2枚;臀鰭軟條13-14枚，體長可達12公分，棲息在珊瑚礁和潟湖，屬雜食性，繁殖期雄魚具有領域性，雌魚產卵後，雄魚會守護卵直到卵孵化，可做為觀賞魚。